# Frederick Joubert Duquesne
Frederick "Fritz" Joubert Duquesne (někdy psáno Du Quesne, 21. září 1877 – 24. května 1956) byl jihoafrický búrský voják, dobrodruh, lovec a špión, kterého nenávist k Anglii donutila stát se německým špionem. Určitou dobu vyzvídal na území Spojených států, roku 1941 byl odsouzen v největším špionážním procesu v dějinách USA.
Během svého života se musel často skrývat, žil často pod pseudonymy: Boris Zakrevsky, Claude Stoughton, Frederick Fredericks, Piet Niacud či Frederick Craven.

## Život

### Mládí
Fritz Joubert Duquesne se narodil v East London v roce 1877 a později se odstěhoval do Nylstroomu, kde jeho rodiče farmařili. Když mu bylo 17 let, odešel studovat na univerzitu v Londýně, poté navštěvoval Académie Royale Militaire v Bruselu. Jeho strýcem byl Piet Joubert (1834 – 1900), hrdina první búrské války.

### Búrská válka

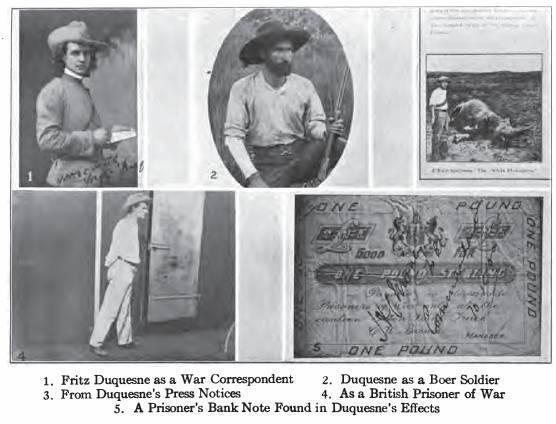
Souhrn obrázků s Duquesnem

Když v roce 1899 vypukla druhá búrská válka, Duquesne se vrátil do Jižní Afriky a připojil se k búrské armádě. Získal hodnost kapitána. Brzy však zjistil, že farma jeho rodičů byla zničena britskou taktikou "spálené země", jeho sestra byla zavražděna a matka zemřela v jednom z koncentračním táborů. Duquesne byl šokován a rozhořčen, což u něho vypěstovalo nenávist k Britům a Američanům (USA byla ve válce sympatizantem Británie).
Několikrát byl zajat, vždy se mu však podařilo utéct. Měl také velké štěstí, když byl odsouzen k trestu smrti za sabotování britských muničních skladů, jeho rozsudek totiž byl změněn na doživotní vězení. Zbylí členové jeho družiny však takové štěstí neměli, byli zastřeleni. Noc co noc přitom ve své cele kopal díru, takže roku 1901 se mu podařilo na druhý pokus utéct (při prvním pokusu se vážně zranil a upadl do bezvědomí).
Nakonec se rozhodl, že se musí Britskému impériu pomstít. Jako oběť svého jednání zvolil polního maršála Horatia Kitchenera, který se nechvalně proslavil systematickým používáním brutálních metod proti búrskému obyvatelstvu, které místy mělo až genocidní charakter.

### Zlaté tajemství
Duquesna dodnes obestírá jedno tajemství. Během války se Búrové pokoušeli vyzvednout ze zlatých dolů všechno zlato a evakuovat do Maputa, kde jej pak prodávali za zbraně a munici. Duquesne převzal velení jedné velké zásilky zlata, který měla být poslána do Maputa, zásilka však nikdy nedorazila na místo určení.
Podle všeho vypukl v džungli v Mosambiku násilný spor mezi Búry. Když zápas skončil, zůstali naživu jen Duquesne, jeden nosič a dva zranění Búrové. Duquesne nařídil nosičovi ukrýt zlato v leopardích jeskyních, vypálit vozy a dva zraněné Búry zabít. Oba dva se poté vytratili. Co se se zlatem stalo, zůstává dodnes záhadou, Duquesne si tajemství vzal do hrobu.

### Z psance zpravodajem

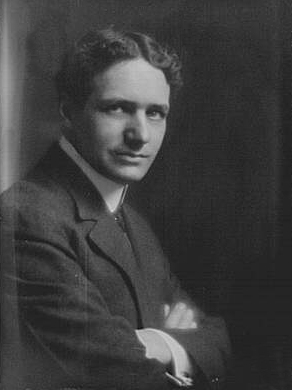
Fritz Duquesne, 1913

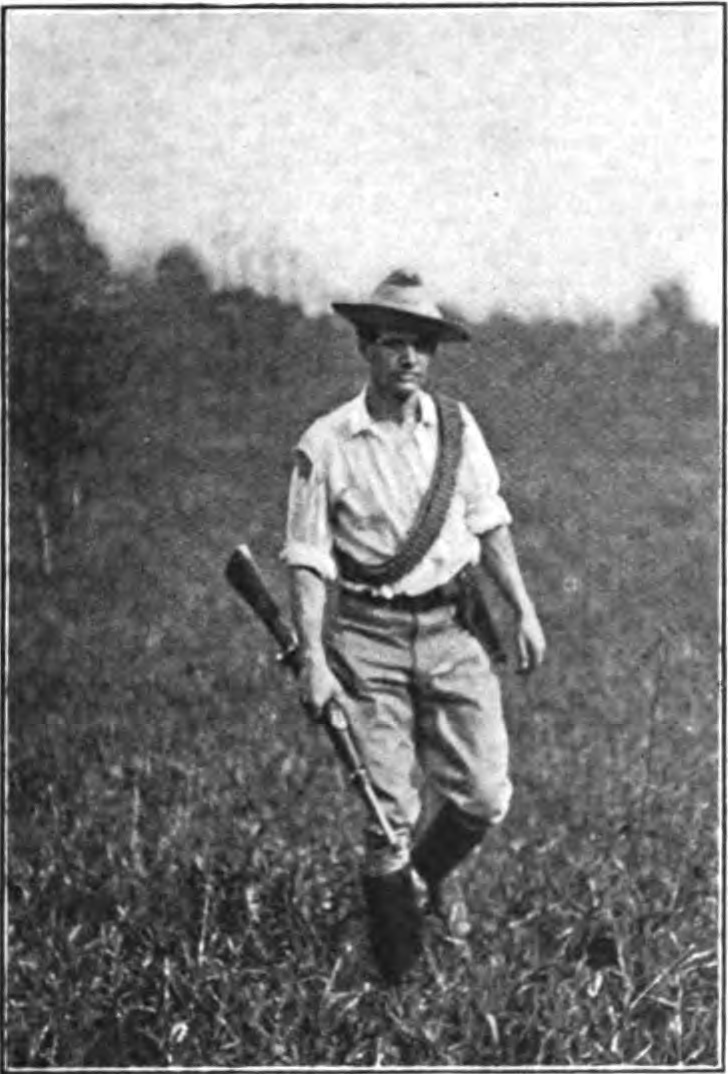
Duquesne na safari, 1909

Po skončení války přišel Duquesne do New Yorku, kde začal pracovat jako novinář pro New York Herald. Brzy se stál známým korespondentem, lovcem a vypravěčem. Přestože roku 1902 byl v Jižní Africe uzavřen mír, již nikdy se do rodné domoviny nevrátil.
Během rusko-japonské války byl poslán do Port Arthuru, aby zde referoval, stejně tak v Maroku při Riffském povstání. Roku 1910 se stal osobním instruktorem střelby amerického prezidenta Theodora Roosevelta a doprovázel jej na lovecké výpravy. Později se objevil i v Austrálii.
Jeho život poznamenal rozkaz zabít amerického spisovatele Fredericka Russela Burnhama, který měl zase rozkaz zabít Duquesna. Oba muži se setkali až v roce 1910 na půdě Kongresu, kde prosazovali nezávisle na sobě zákon o ochraně divoké zvěře a později, když se Burnham zapojil do protišpionáže, zůstali dlouhou dobu protivníky.

### Atentát na Kitchenera
Dne 5. června 1916 došel Duquesne po dlouhé době ke svému cíli. Nenáviděný maršál Horatio Kitchener se nacházel na křižníku HMS Hampshire. Na palubě s ním byl i Duquesne. Ten poté u Orknejí navedl křižník na minu, a sám se stačil zachránit.
Loď explodovala, většina posádky zahynula, tělo maršála Kitchenera se nikdy nenašlo. Tentýž rok dostal v Německu za tento husarský kousek Železný kříž a vstoupil do jejích špionážních služeb. V Jižní Americe poté dal do novin článek o své údajné smrti z rukou amazonských indiánů, aby za sebou zametl stopy a vrátil se do USA.
Přestože se Duquesne k činu později hrdě hlásil, jeho vinu se nepodařilo prokázat (zdali šlo vůbec o atentát a ne o shodu okolností), pojednávání o atentátu tak lze chápat spíše jako konspirační teorii.

### Působení v USA a odhalení

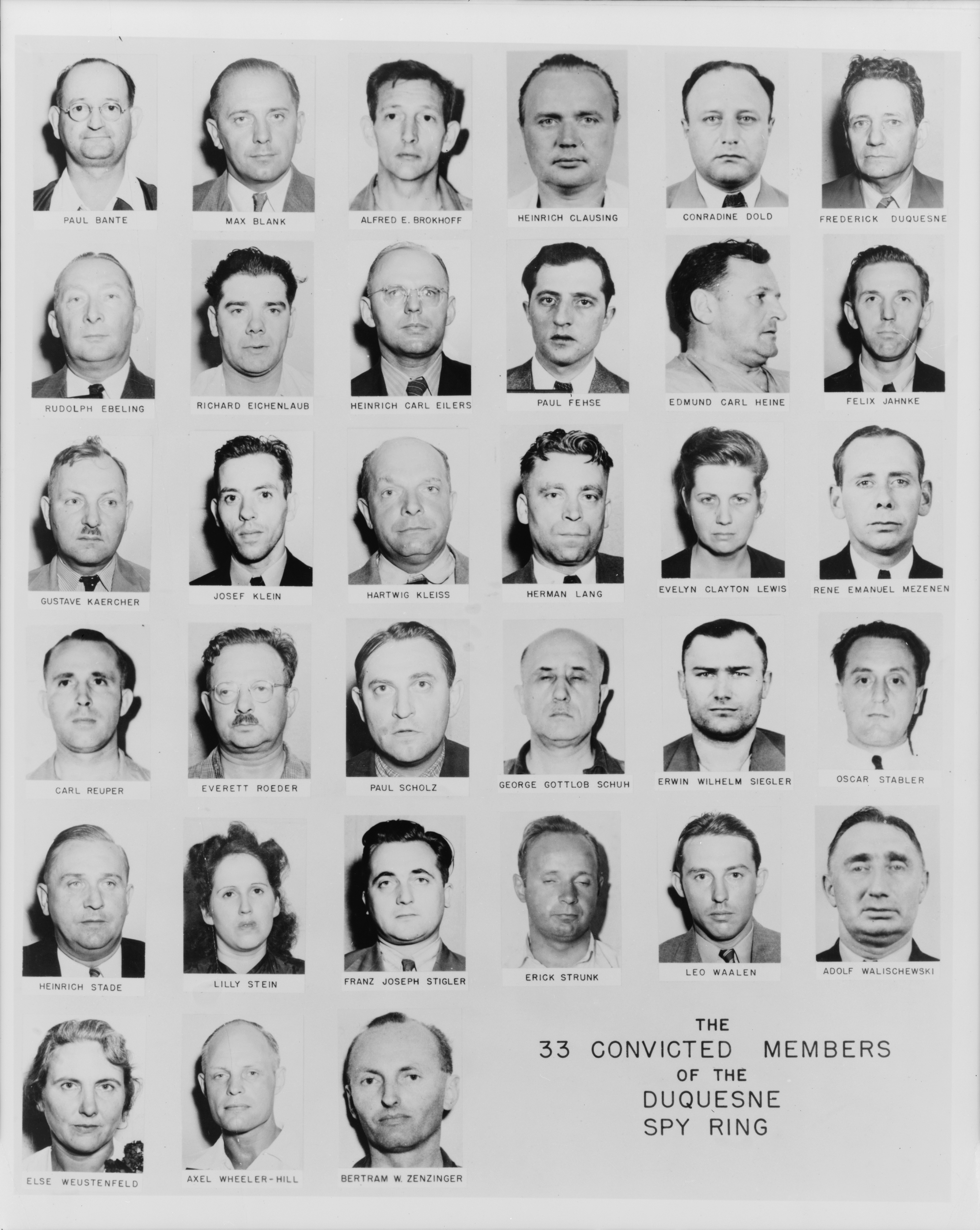
Duquesnův špionský kruh. Duquesne je poslední v první řadě.

Po válce se usídlil v Bostonu, kde si otevřel malou restauraci. Určitou dobu dělal agenta businessmanovi Josephovi Kennedymu, otci prezidenta JFK. Přitom však kolem sebe shromažďoval osoby, známé jako Duquesnův špionský kruh. Získané informace poté předával Němcům, pro které pracoval. Několikrát byl zatčen, vždy však byl buď propuštěn, nebo utekl. V jednom případě dokonce předstíral ochrnutí a převlékl se za ženu, aby byl propuštěn.
Dne 28. června 1941 byl Duquesne zatčen FBI na základě obvinění z předávání tajných informací o spojenecké výzbroji Třetí říši. Duquesne byl zrazen svým druhem Williamem Seboldem, který byl nasazeným agentem provokatérem.
Dne 2. ledna 1942 bylo všech 33 členů Duquesnova špionážního kruhu, největšího v historii Spojených států, odsouzeno celkem k více než 300 letům vězení. Tehdejší šéf FBI John Edgar Hoover řekl, že odhalení Duquesna bylo největším špionážním zátahem v historii USA. U soudu řekl Duquesne na svou obhajobu, že jeho akce byly zaměřeny na Velkou Británii jako pomsta za zločiny, které byly provedeny během druhé búrské války.
Tentokrát Duquesne neunikl a byl odsouzen k 18 rokům vězení. Svůj trest si odpykával ve federální věznici v Leavenworthu v Kansasu, kde byl svými spoluvězni několikrát zmlácen a týrán.
V roce 1954, po 13 letech ve výkonu trestu, byl propuštěn kvůli špatnému zdraví, a nakonec zemřel 24. května 1956 v New Yorku.